# Sjokz
Eefje Depoortere (pronunciación en neerlandés: /'eːfˌjɵ dɛˈpoːrtɵrɵ/ : ), nacida el 16 de junio de 1987, conocida profesionalmente como Sjokz ( /ʃ ɒ k s / shocks ), es una presentadora, periodista de deportes electrónicos y modelo belga, que es actualmente la presentadora de los Campeonatos de Europa de League of Legends.  
Sjokz fue una jugadora del torneo Unreal Tournament '99 y ha competido en varios LAN, logrando varios EuroCups ClanBase con el equipo nacional belga. El nombre « Sjokz » es una ortografía fonética de « chocs » en flamenco y proviene de su utilización del fusil de choque en Unreal Tournament.
Sjokz comenzó a trabajar como periodista independiente para la producción de contenido relativo a los deportes electrónicos para SK Gaming y ESFi World. Obtuvo un máster en historia y en periodismo y un diploma en enseñanza de la Universidad de Gante. Ha sido ganadora del concurso Aardbeienprinses van Beervelde 2009. Eefje ha sido finalista obteniendo la tercera posición en el concurso de Miss Estilo Bélgica 2011.
Fue gracias a Travis "Tnomad", periodista de la revista Esports, que difunde la emisión en Youtube de Gafford " Whose League"? por lo que Sjokz comenzó a ser conocida en la comunidad. Debido a su popularidad sobre WLIA, fue contratada para el campeonato de Europa de League of Legends. Sjokz ha agradecido a menudo a Gafford el haberla ayudado a establecerse en los eSport. Es conocida igualmente por la emisión en Youtube Summoner Recap del canal de Youtube de SK Gaming, una de las primeras emisiones de League of Legends. En 2013, presentó la final mundial de League of Legends en el Staples Center de Los Ángeles, en California. Ha presentado también el campeonato del mundo 2015, que se desarrolló en Europa. Ha logrado el premio del « mejor presentador de Esports » durante la ceremonia de los Game Awards 2018.